# Hovedstadens Brugsforening
Hovedstadens Brugsforening (HB) var en sammenslutning af brugsforeninger i København.
Sammenslutningen blev dannet i 1916 af 16 brugsforeninger og var fra begyndelsen en del af kooperationen. I 1947 var HB pionerer, idet man på forsøgsbasis omdannede brugsforeningen på Bispebjerg til selvbetjeningsbutik. Dermed var første skridt mod lanceringen af supermarkedet i Danmark taget.
Mens FDB holdt sig til landet og mindre provinsbyer, voksede HB i 1960'erne udover Københavns grænser. Holbæk og Omegns Brugsforening var den første, der meldte sig ind i HB, men andre fulgte hurtigt efter; fra 1963 også butikker på Fyn og i Jylland. I samarbejde med FDB etablerede HB i 1950 andelsvarehuset Anva, der fik afdelinger flere steder i provinsen.
Således var HB i 1965 Danmarks største detailhandelskæde, og ved jubilæet i 1966 havde man 60 butikker. Investeringerne blev imidlertid for tunge til at HB kunne blive ved med at stå alene, og 1. januar 1973 fusioneredes HB derfor med FDB. Ved fusionen bestod HB af 272 butikker. 